# ناووس الإسكندر

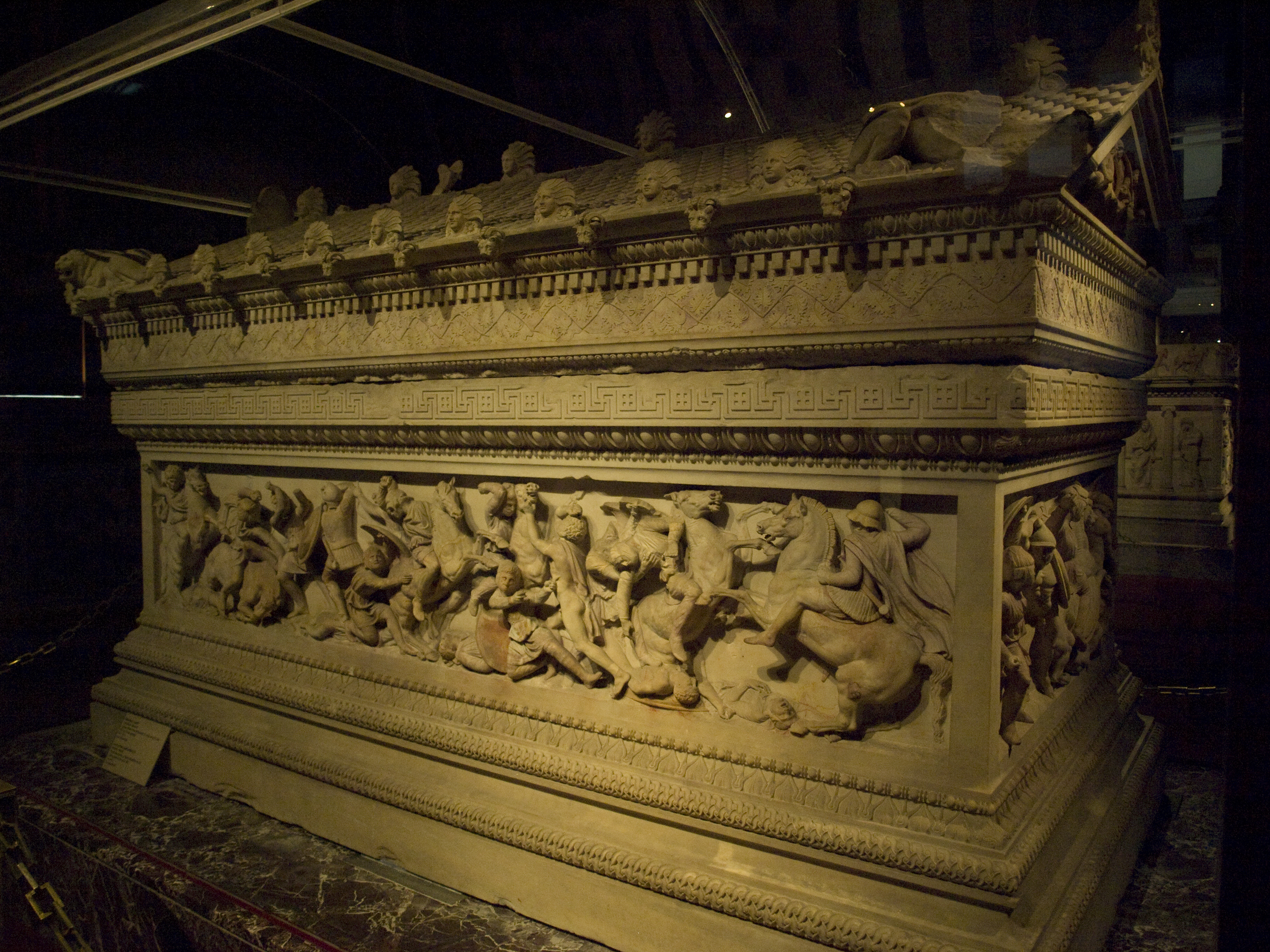
ناووس الإسكندر في متحف إسطنبول للآثار.

ناووس الإسكندر، هو ناووس من العصر الهلنستي يَعود إلى أواخر القرن الرابع قبل الميلاد، عُثِر عَليه في مقبرة آية الواقعة بالقرب من مَدينة صيدا، لبنان. الناووس مَصنوع من الرخام ويَبلغ من الوَزن 15 طُناً، مزينة بنقوش بارزة تُصَور الإسكندر الأكبر وروايات تاريخية وأسطورية عَن فتوحاته. يُعتبر الناووس محفوظًا بشكل ملحوظ، وقد تم استخدامه كنموذج يحتذى به للزخرفة متعددة الألوان. الناووس حالياً ضمن مقتنيات متحف إسطنبول للآثار.

## خلفية تاريخية
وفقًا للعديد من العلماء، لا يزال كل من أصل وتاريخ ناووس الإسكندر مَحَل نِزاع،  وقد تم عَزوه بقوة ألى مدينة صيدا، ومن المرجح أنه تم تكليفه بعد عام 332 قبل الميلاد.  يساعد التصوير الملائم والمستمر لاليونيموس، ملك صيدا، على تضييق الفترة الزمنية التي تم فيها إنشاء هذا الناووس على الأرجح. نحن نعلم أن الإسكندر الأكبر عين اليونيموس في هذا المنصب في الفترة من 333 إلى 332 قبل الميلاد،  ويُقال إنه توفي في حوالي عام 311 قبل الميلاد (على الرغم من أن التاريخ الدقيق غير معروف). وقد أثبت عالم الآثار والباحث كارل شيفولد أنه تم صنعه قبل وفاة اليونيموس،  نظرًا لأن أسلوبه الذي لا يزال تقليديًا غير متأثر بأسلوب ليسيبوس. يجادل شيفولد بأن الناووس يحتفظ بنهج أكثر تحفظًا لتكوينه وتصويره الأيقوني، متناقضًا مع التقدم الأسلوبي المميز بعمل ليسيبوس. كما يؤكد أن قبره كان سيُجهز قبل وفاته، على الرغم من أن الجدول الزمني الغامض لحياة اليونيموس يترك هذا الأمر مفتوحًا.

## أكتشاف الناووس

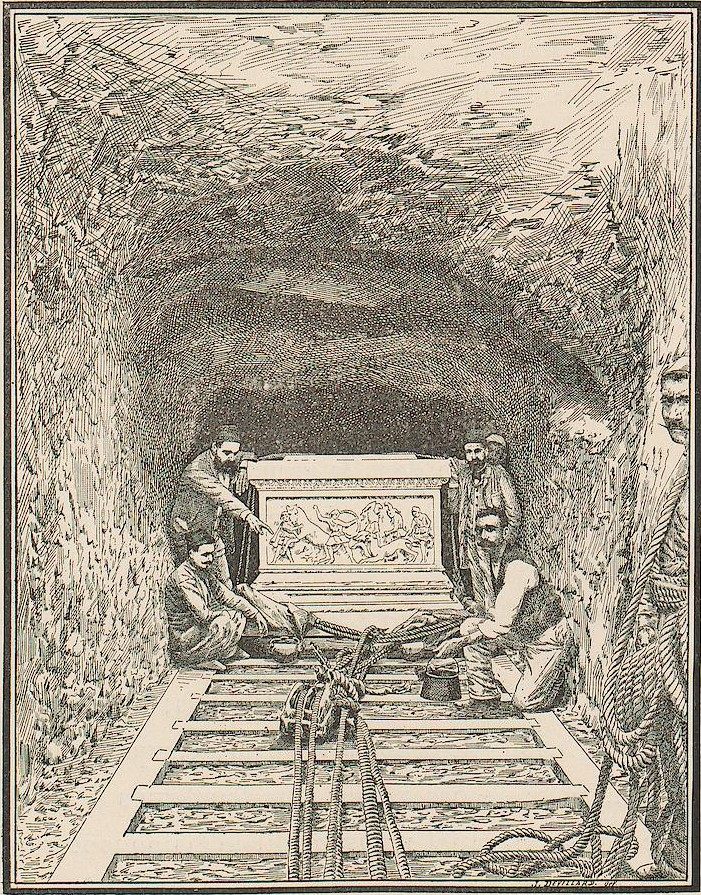
اكتشاف ناووس الإسكندر في عام 1887.

تم العثور على ناووس الإسكندر في مقبرة تم تقسيمها إلى قسمين تحت الأرض،  أما أن تكون معبداً أو قبراً تَمَ تَشييدُه تحت الأرض ويتكون من سلسلة من الغرف. من المحتمل أن تكون بمثابة مقبرة ملكية، والتي تساعد أيضًا في دعم النقاش الأكاديمي حول الراعي المحتمل لهذا الناووس الحجري. هذا الناووس على وجه الخصوص هو واحد من أربعة نواويس منحوتة ضخمة مكونة من زوجين. تم اكتشاف هذه الأزواج خلال الحفريات التي أجراها عام 1887 عثمان حمدي باي، وهو عثماني من أصل يوناني وييرفانت فوسكان، عثماني من أصل أرمني، في مقبرة بالقرب من صيدا، لبنان.

## نقاش علمي

### المُخَول
على الرغم من أنه كان من المقبول على نطاق واسع أن هذا لم يكن الناووس الفعلي للإسكندر الأكبر نفسه منذ وقت مبكر من تحليله،  كان هناك نقاش أكاديمي كبير حول من كان راعي الناووس. كان يُعتقد في الأصل  أنه ناووس اليونيموس (توفي 311 قبل الميلاد)، ملك صيدا الذي عينه الإسكندر فورًا بعد معركة أسوس (333). يؤكد الباحث أندرو ستيوارت أن ناووس الإسكندر قد رعى من قبل اليونيموس لعدد من الأسباب، بشكل رئيسي، لسبب أن ملوك الشرق الأدنى أمروا بانتظام ببناء قبورهم قبل الوفاة في ضوء «سمعتهم بعد وفاتهم». هذا هو الشائع الادعاء المدعوم الذي تم تأييده باستمرار من قبل العديد من العلماء، ولكن تم الطعن فيه أيضًا. على سبيل المثال، يجادل فالديمار هيكل بأن الناووس صُنع لـ مزايوس، وهو نبيل فارسي وحاكم بابل. من أجل دعم هذا التأكيد، يتساءل هيكل عن سبب وجود ناووس لاليونيموس، ملك من صيدا، يحتوي على العديد من الشخصيات والأيقونات الفارسية،  بحجة أن اللباس وملامح الوجه والأنشطة للشخصية المركزية أكثر ارتباطاً تاريخياً بالنبلاء الفارسيين وليس الفينيقيين. الجواب على هذا، وفقًا لهيكل، هو أن أهمية هذه الأشكال والأيقونات ستكون أكثر ملاءمة للنبلاء الفارسي بدلاً من ذلك. ودعماً لذلك، وضع نظرية مفادها أن أحد الأفاريز الجانبية للناووس يصور معركة غوغميلا عام 331 قبل الميلاد، مما يُظهر قوة القيادة العسكرية لمزايوس في توجيه الجيش الفارسي.

### المُسنَد

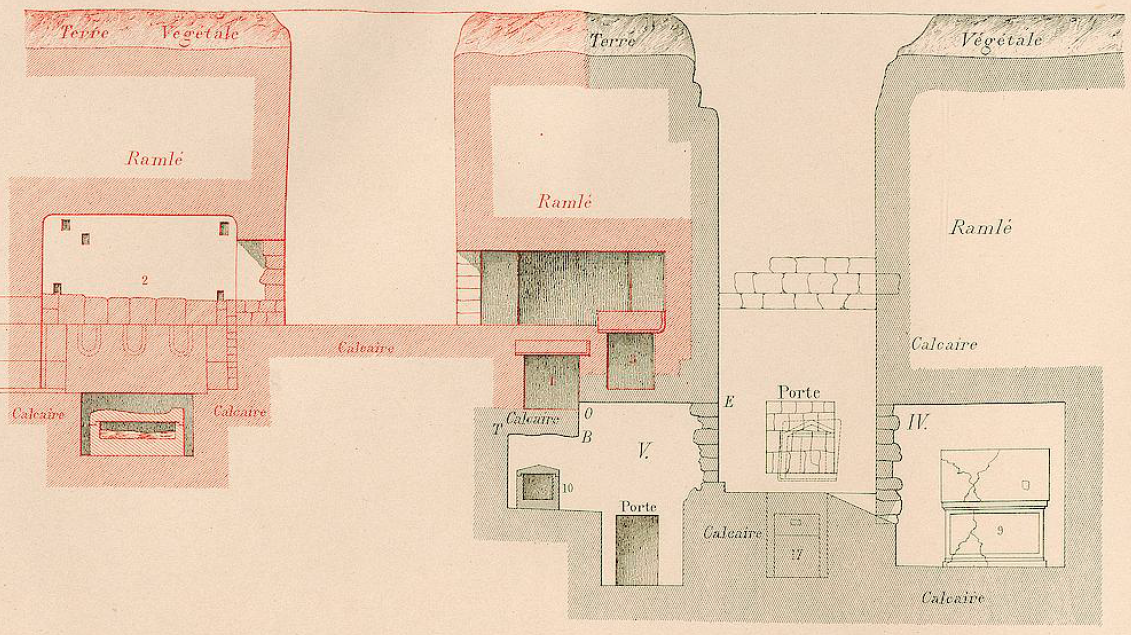
مقطع عرضي لمقبرة آية، يقع ناووس الإسكندر في منتصف القاع.

أحد جوانب تاريخ الناووس الحجري الذي لا يزال محل نقاش واسع هو معرفة الثقافة الكلاسيكية القديمة التي ربما تكون قد أوجدته. وفقًا لشيفولد، تم تمييز أيدي ستة من النحاتين الأيونيين، الذين يعملون في أتيكا. يتفق ستيوارت مع شيفولد، مدعيا أن توحيد العناصر الأسلوبية المختلفة يرتبط بنحت أتيكا.  ومع ذلك، وفقًا للمؤرخة مارغريت ميلر، فإن الناووس الحجري ربما تم إنتاجه بواسطة ورشة من ورشات روديان، في هذه الحالة تعمل في صيدا. من المفيد أن نلاحظ هنا، أن صيدا كانت دولة-مدينة فينيقية، مما دفع علماء آخرين مثل كارولين هاوسر إلى المجادلة بأن أصولها الأسلوبية متجذرة في فينيقيا.  لقد قيل أن غالبية التفاصيل النحتية يمكن أن تُعزى إلى الأساليب اليونانية القديمة، مما يرجع إلى استيلاء الإغريق القدماء على هذه المدينة في الشرق الأدنى. بسبب التأثيرات عبر الثقافات في الفن اليوناني في ذلك الوقت، هناك سمات متضاربة داخل الناووس نفسه. على سبيل المثال، تمتلك الأسود الموجودة في زوايا السطح سمات آسيوية على وجه التحديد.  هناك أيضًا العديد من المخلوقات الأسطورية، مثل «قرون الكبش الثلاثة التي تنمو على رؤوس القطط» والتي قد تكون غريبة تمامًا عن حيوانات العالم الهلنستي القديم.

## تَفسير النُقوش
قمة سقف ناووس الإسكندر، المَصنوع من «كتلتين هائلتين» من الرخام،  مُبطنة بتماثيل متناوبة لرؤوس النساء (ربما للإلهة أتارجاتيس) والنسور. تزين روايات مختلفة الأفاريز الموجودة على كل من جانب وقوصرة الناووس الحجري، كل منها يعطي تفسيرات مختلفة للموضوع العام للناووس نفسه. وقد اختلفت هذه التفسيرات بسبب الأساليب المعقدة للعَمل والموضوعات.  فسر بعض العلماء هذه الروايات على أنها سيرة ذاتية لحياة اليونيموس، حيث بدأت السلسلة في عام 333/332 قبل الميلاد مع معركة أسوس وتنتهي في 306/305 قبل الميلاد.  يجادل المؤرخ أندرو ستيوارت بأن الناووس الحجري لا يقدم أي برنامج موحد أو رسالة متماسكة بشكل واضح على الإطلاق، حيث تتناقض المشاهد في كل نقش مع الآخر، حيث تُمزج الأيقونات بين المعايير الغربية والشرقية. وتجدر الإشارة إلى أن موضوعات المَعركة والمطاردة متسقة في جميع أنحاء الأفاريز، مَع جانب طويل وجانب قصير يصور كل من هذه المشاهد.
النقوش البارزة على الجانب الطويل من الناووس تصور الإسكندر وهو يقاتل الفرس في معركة أسوس. قارن فولكمار فون جريف هذا التصميم بفسيفساء الإسكندر الشهير في نابولي. ويلخص إلى أن الأيقونات لكليهما مشتقة من أصل واحد، وهي لوحة مفقودة لفيلوكسينوس من إريتريا. اكتسبت المقارنة بين الفسيفساء والناووس الحجري قوة جذب في المجال العلمي، بدعم من علماء آخرين مثل أندرو ستيوارت. يظهر الإسكندر راكبًا وهو يرتدي خوذة الأسد على رأسه، ويستعد لإلقاء رمح على خَيال فارسي. لا يزال هناك جدل حول أهمية الطابع التاريخي للشخصيات التي شوهدت في مشاهد الصيد والمعارك. في حين أن المؤرخين مثل فون جريف يفسرونها على أنها تصوير دقيق لشخصيات تاريخية، بَينما يركز مؤرخون آخرون مثل شيفولد عليها على أنها مواضيع أسطورية. يعتقد بعض العلماء أيضًا أن شخصية مقدونية خَيالة ثانية بالقرب من المركز تمثل هيفايستيون، الصديق المقرب للإسكندر الأكبر. غالبًا ما يتم تحديد الشخصية المقدونية الثالثة على أنها بيرديكاس، أحد جنرالات جيش الإسكندر.
يُظهر الجانب الطويل المقابل لالإسكندر، المعروف باسم «الفارس في الوسط على اليسار»،  المقدونيون يصطادون الأسود مع اليونيموس والفرس. وقد أوضح ستيوارت أيضًا أن هذا قد يكون مثالًا على قيام الأسكندر برحلة صيد في حديقة صيد مَدينة صيدا في عام 332. يُعتَبر تصوير المقدونيين والفرس المتعاونين في الصيد فريداً مِن نَوعه.  هذا مهم لأن المشهد على الطرف الآخر قد تم تفسيره إلى حد كبير على أنه معركة إيسوس، والتي تُفهم على نطاق واسع على أنها رمز للهزيمة الفارسية عَلى يَد المَقدونيون.
تقود إحدى النهايات القصيرة نحو مطاردة الأسد الأسطورية، وتصور مشهدًا يصطاد فيه اليونيموس نمراً.  على الطرف الآخر القصير هناك معركة، ربما معركة غزة في 312 قبل الميلاد إذا كان هذا هو الحال، فإن النَقش فوق هذه النهاية سيظهر مقتل بيرديكاس في 320 قبل الميلاد.  لقد تم التكهن بأن اليونيموس مات في نهاية المطاف في معركة غزة،  على الرغم من أن هذا لا أساس له من الصحة. إذا كان هذا هو الحال، فإن هذه النقوش ستكون تصوير للحظاته الأخيرة في المَعركة. تُظهر النقوش الأخرى على الغطاء أعلاه اليونيموس في معركة مجهولة الهوية. 
|  | الإسكندر الأكبر على اليسار في معركة أسوس (333 قبل الميلاد). خلال هذه المعركة، تولى الملك الفارسي داريوس الثالث قيادة قواته بنفسه. يمكن التعرف على الإسكندر من خلال خوذة الأسد التي يرتديها، إشارةً إلى هرقل، البطل الذي هزم الأسد النيمي. كانت عائلة الإسكندر من نسل الأسرة الأرغية، الذين أرجعوا أصولهم إلى هرقل. |
|  | --- |
|  | خَيال مَقدوني قَد يكون هيفايستيون، صديق الإسكندر المُقَرب. |
|  | جُندي يوناني يَتبَع هيفايستيون ألى المَعركة، بَينَ قَدَميه كلب، على يَساره جُندي فارسي يُشير بكلتا يَديه إلى يَساره. |
|  | في أقصى يمين المَشهَد الرئيسي للناووس يوجد مشهد صيد آخر، حيث قتل جُندي يوناني وفارسي غزالاً. يجري الحيوان المذعور إلى اليمين، وتظهر جروحه النازفة باللون الأحمر. ربما كانت العيون والقرون مطلية باللون الأسود ودُفن سهمان في فخذه وكتفه الأيمن. يرتدي الجُندي اليوناني كلاميد يَتَطاير في الهواء، مثبتاً على صدره، وجسده عارٍ. شعره بني مغرة، الحاجبين والعينين والشفتين، بني أحمر. يسحب الأبواق، يشد رأس الغزال للخلف وهو على وشك دفن رمح في جنبه. بالكاد يمكن تمييز آثار كلاميد أرجوانية ذو حدود سفلية صفراء ويُصَور على أنه ربما كان "رفيقاً شخصياً" للإسكندر، أحد مجموعة النخبة من الأصدقاء المقربين للفاتِح. |
|  | المقدونيون يصطادون الأسود مع اليونيموس والفرس. |
|  | معركة أخيرة تُصَور جُندي يوناني يقتل نَظيره الفارسي. تَتَطاير الكلاميد مِن عَلى كتفه الأيسر، لونها الأرجواني يشير إلى أنه ضابط أو جَندي برتبة عالية. |
|  | خَيال ثيسالي من جَيش الاسكَندر (قَد يكون بيرديكاس). |

### أستِعمال الألوان
تم بناء ناووس الإسكندر من الرخام البينديلي الذي يحتفظ بآثار من الزخرفة متعددة الألوان، عَلى شكل معبد يوناني. تم العثور على أدلة على الزخرفة متعددة الألوان، في إشارة إلى أعمال الطلاء الملونة الموجودة على التماثيل (خاصة التماثيل القديمة)، على الناووس الحجري، وكان يمكن رؤيتها بالفعل أثناء عَملة أكتشاف الناووس أثناء التنقيب في عام 1887.  يظهر المحاربون اليونانيون المقدونيون المرسومون على الناووس وهم يقاتلون عُراة، كما كان الحال في الأيقونات اليونانية.  ومع ذلك، فقد تم تَلوينهم، مما أبرز التفاصيل الملونة للون بشرتها، وألوان الشعر، والخوذات، والدروع. من ناحية أخرى، تم طلاء الفرس الذين حاربهم هؤلاء المحاربون بدروع مشرقة ونابضة بالحياة. تصور الألوان المُتعددة الأنماط التفصيلية لبناطيلهم وتنانيرهم، بالإضافة إلى أعمال الطلاء المعقدة التي تم إجراؤها على دُروعهم.

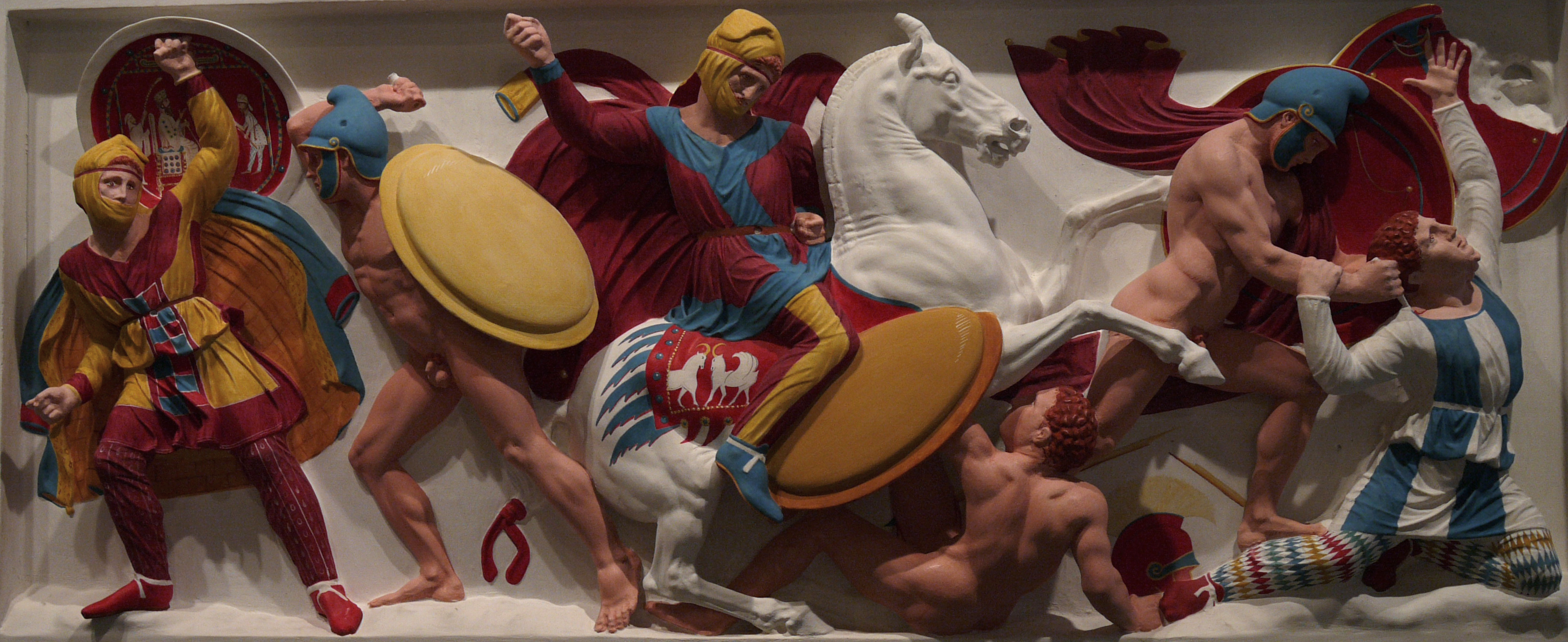
إعادة بناء متعددة الألوان لجزء من نقوش «ناووس الإسكندر» يصور مَعركة أسوس.

.

## المَراجع
1. 1 2 3 4  وصلة مرجع: https://encyklopedia.pwn.pl/haslo/Aleksandra-sarkofag;3867584.html.
2. ↑  وصلة مرجع: https://www.ancientworldmagazine.com/articles/the-alexander-sarcophagus/.
3. ↑  Ancient Greece: From the Archaic Period to the Death of Alexander the Great, Britannica Educational Publishing, p.176 نسخة محفوظة 2022-01-06 على موقع واي باك مشين.
4. 1 2  "Gods in Color - Golden Edition". مؤرشف من الأصل في 2021-10-27.
5. ↑  Istanbul Museum numbers 72–74.
6. 1 2 3 4 5 6 7  Palagia، Olga (1998). Regional Schools in Hellenistic Sculpture. Oxbow Books, Limited. ص. 281–289.
7. 1 2  Heckel، Waldemar. "Mazaeus, Callisthenes and the Alexander Sarcophagus". Historia: Zeitschrift für Alte Geschichte. ج. 55: 385–396.
8. ↑  Sismondo Ridgway، Brunilde (1969). "Review: Der Alexander-Sarkophag by Karl Schefold". American Journal of Archaeology. ج. 73: 482.
9. ↑  Studniniczka Achäologische Jahrbook 9 (1894), pp 226ff; F. Winter, 1912.
10. ↑  J. D. Beazley and Bernard Ashmole, (Greek Sculpture and Painting 1932, p. 59, fig. 134), مارغريت بايبر ("The Portraits of Alexander" Greece & Rome, Second Series, 12.2, Alexander the Great [October 1965], pp. 183–188) and Karl Schefold (Der Alexander-Sarkophag [Frankfort/Berlin] 1968) maintain this opinion; Schefold's is the modern monograph from which more recent opinion departs; its many photographs are by Max Seidel.
11. 1 2 3 4 5 6 7 8 9 10 11  Stewart، Andrew (1993). Faces of Power: Alexander's Image and Hellenistic Politics. Oxford, England: University of California Press. ص. 294–298.
12. ↑  Miller، Margaret C. (2004). Athens and Persia in the Fifth Century BC: A Study in Cultural Receptivity. Cambridge University Press. ص. 122.
13. ↑  von Graeve، Volkmar (1970). Der Alexandersarkophag und seine Werkstatt. Berlin.{{استشهاد بكتاب}}:  صيانة الاستشهاد: مكان بدون ناشر (link)
14. ↑  Stewart، Andrew (1993). Faces of Power: Alexander's Image and Hellenistic Politics. Oxford, England: University of California Press. ص. 43.